# Élections législatives de 2022 dans les Vosges
Les élections législatives françaises de 2022 dans les Vosges se déroulent les 12 et 19 juin 2022. Dans le département, quatre députés sont à élire dans le cadre de quatre circonscriptions.

## Contexte

### Résultats de l'élection présidentielle de 2022 par circonscription
| Circonscription | 1er tour | 1er tour | 1er tour  |         | 2d tour | 2d tour |
| Circonscription | Macron   | Le Pen   | Mélenchon | Macron  | Le Pen  |         |
| --------------- | -------- | -------- | --------- | ------- | ------- | ------- |
| Circonscription |          |          |           |         |         |         |
| 1re             | 27,36 %  | 29,78 %  | 17,32 %   | 51,86 % | 48,14 % |         |
| 2e              | 22,98 %  | 35,64 %  | 15,44 %   | 43,26 % | 56,74 % |         |
| 3e              | 26,51 %  | 28,41 %  | 17,02 %   | 51,68 % | 48,32 % |         |
| 4e              | 24,10 %  | 34,96 %  | 14,28 %   | 43,53 % | 56,47 % |         |

## Système électoral
Les élections législatives ont lieu au scrutin uninominal majoritaire à deux tours dans des circonscriptions uninominales.
Est élu au premier tour le candidat qui réunit la majorité absolue des suffrages exprimés et un nombre de voix au moins égal au quart (25 %) des électeurs inscrits dans la circonscription. Si aucun des candidats ne satisfait ces conditions, un second tour est organisé entre les candidats ayant réuni un nombre de voix au moins égal à un huitième des inscrits (12,5 %) ; les deux candidats arrivés en tête du premier tour se maintiennent néanmoins par défaut si un seul ou aucun d'entre eux n'a atteint ce seuil. Au second tour, le candidat arrivé en tête est déclaré élu.
Le seuil de qualification basé sur un pourcentage du total des inscrits et non des suffrages exprimés rend plus difficile l'accès au second tour lorsque l'abstention est élevée. Le système permet en revanche l'accès au second tour de plus de deux candidats si plusieurs d'entre eux franchissent le seuil de 12,5 % des inscrits. Les candidats en lice au second tour peuvent ainsi être trois, un cas de figure appelé « triangulaire ». Les second tours où s'affrontent quatre candidats, appelés « quadrangulaire » sont également possibles, mais beaucoup plus rares.

### Partis et nuances
Les résultats des élections sont publiés en France par le ministère de l'Intérieur, qui classe les partis en leur attribuant des nuances politiques. Ces dernières sont décidées par les préfets, qui les attribuent indifféremment de l'étiquette politique déclarée par les candidats, qui peut être celle d'un parti ou une candidature sans étiquette.
En 2022, seules les coalitions Ensemble (ENS) et Nouvelle Union populaire écologique et sociale (NUP), ainsi que le Parti radical de gauche (RDG), l'Union des démocrates et indépendants (UDI), Les Républicains (LR), le Rassemblement national (RN) et Reconquête (REC) se voient attribuer  une nuance propre,,.
Tous les autres partis se voient attribuer l'une ou l'autre des nuances suivantes : DXG (divers extrême gauche), DVG (divers gauche), ECO (écologiste), REG (régionaliste), DVC (divers centre), DVD (divers droite), DSV (droite souverainiste) et DXD (divers extrême droite). Des partis comme Debout la France ou Lutte ouvrière ne disposent ainsi pas de nuance propre, et leurs résultats nationaux ne sont pas publiés séparément par le ministère, car mélangés avec d'autres partis (respectivement dans les nuances DSV et DXG),.

## Résultats

### Élus
| Circonscription                                 | Député sortant        | Parti | Parti | Député élu ou réélu   | Parti | Parti |
| ----------------------------------------------- | --------------------- | ----- | ----- | --------------------- | ----- | ----- |
| 1re                                             | Stéphane Viry         |       | LR    | Stéphane Viry         |       | LR    |
| 2e                                              | Gérard Cherpion*      |       | LR    | David Valence         |       | PRV   |
| 3e                                              | Christophe Naegelen   |       | UDI   | Christophe Naegelen   |       | UDI   |
| 4e                                              | Jean-Jacques Gaultier |       | LR    | Jean-Jacques Gaultier |       | LR    |
| * Député sortant ne se représentant pas en 2022 |                       |       |       |                       |       |       |

### Résultats à l'échelle du département

#### Résultats par coalition
| Parti et coalition                                           | Parti et coalition                                           | Parti et coalition                             | Premier tour | Premier tour | Premier tour | Second tour   | Second tour   | Second tour | Total Sièges | +/-           |  |
| Parti et coalition                                           | Parti et coalition                                           | Parti et coalition                             | Voix         | %            | Sièges       | Voix          | %             | Sièges      | Total Sièges | +/-           |  |
| ------------------------------------------------------------ | ------------------------------------------------------------ | ---------------------------------------------- | ------------ | ------------ | ------------ | ------------- | ------------- | ----------- | ------------ | ------------- |  |
|                                                              |                                                              | Les Républicains (LR)                          | 24 327       | 18,10        | 0            | 36 886        | 30,42         | 2           | 2            | 1             |  |
|                                                              | Union des démocrates et indépendants (UDI)                   | 15 135                                         | 11,26        | 0            | 21 035       | 17,35         | 1             | 1           | 1            |               |  |
| Total Union de la droite et du centre (UDC)                  | Total Union de la droite et du centre (UDC)                  | 39 462                                         | 29,36        | 0            | 57 921       | 47,76         | 3             | 3           | 1            |               |  |
|                                                              | Rassemblement national (RN)                                  | Rassemblement national (RN)                    | 31 413       | 23,37        | 0            | 47 524        | 39,19         | 0           | 0            | en stagnation |  |
|                                                              |                                                              | La République en marche (LREM)                 | 13 687       | 10,18        | 0            |               |               |             | 0            | en stagnation |  |
|                                                              | Parti radical (PRV)                                          | 10 233                                         | 7,61         | 0            | 15 823       | 13,05         | 1             | 1           | 1            |               |  |
| Total Ensemble (ENS)                                         | Total Ensemble (ENS)                                         | 23 920                                         | 17,80        | 0            | 15 823       | 13,05         | 1             | 1           | 1            |               |  |
|                                                              |                                                              | La France insoumise (LFI)                      | 17 924       | 13,34        | 0            |               |               |             | 0            | en stagnation |  |
|                                                              | Europe Écologie Les Verts (EELV)                             | 5 669                                          | 4,22         | 0            | 0            | en stagnation |               |             |              |               |  |
| Total Nouvelle Union populaire écologique et sociale (NUPES) | Total Nouvelle Union populaire écologique et sociale (NUPES) | 23 593                                         | 17,55        | 0            | 0            | en stagnation |               |             |              |               |  |
|                                                              | Dissidents NUPES                                             | Dissidents NUPES                               | 5 954        | 4,43         | 0            | 0             | Nv            |             |              |               |  |
|                                                              | Reconquête (REC)                                             | Reconquête (REC)                               | 2 695        | 2,01         | 0            | 0             | Nv            |             |              |               |  |
|                                                              |                                                              | Debout la France (DLF)                         | 1 573        | 1,17         | 0            | 0             | en stagnation |             |              |               |  |
|                                                              | Les Patriotes (LP)                                           | 879                                            | 0,65         | 0            | 0            | Nv            |               |             |              |               |  |
| Total Union pour la France (UPF)                             | Total Union pour la France (UPF)                             | 2 452                                          | 1,82         | 0            | 0            | en stagnation |               |             |              |               |  |
|                                                              | Lutte ouvrière (LO)                                          | Lutte ouvrière (LO)                            | 1 229        | 0,91         | 0            | 0             | en stagnation |             |              |               |  |
|                                                              | Parti animaliste (PA)                                        | Parti animaliste (PA)                          | 763          | 0,57         | 0            | 0             | en stagnation |             |              |               |  |
|                                                              |                                                              | Parti lorrain (PL)                             | 745          | 0,55         | 0            | 0             | en stagnation |             |              |               |  |
| Total Pays unis (PU)                                         | Total Pays unis (PU)                                         | 745                                            | 0,55         | 0            | 0            | en stagnation |               |             |              |               |  |
|                                                              | Écologie au centre (EAC)                                     | Écologie au centre (EAC)                       | 686          | 0,51         | 0            | 0             | en stagnation |             |              |               |  |
|                                                              | Décroissance Élections (DÉ)                                  | Décroissance Élections (DÉ)                    | 421          | 0,31         | 0            | 0             | Nv            |             |              |               |  |
|                                                              | Dissidents Rassemblement national                            | Dissidents Rassemblement national              | 351          | 0,26         | 0            | 0             | Nv            |             |              |               |  |
|                                                              | Le Mouvement de la ruralité (LMR)                            | Le Mouvement de la ruralité (LMR)              | 330          | 0,25         | 0            | 0             | Nv            |             |              |               |  |
|                                                              | Parti ouvrier indépendant démocratique (POID)                | Parti ouvrier indépendant démocratique (POID)  | 209          | 0,16         | 0            | 0             | en stagnation |             |              |               |  |
|                                                              | Parti pirate (PP)                                            | Parti pirate (PP)                              | 109          | 0,08         | 0            | 0             | Nv            |             |              |               |  |
|                                                              | Union des démocrates musulmans français (UDMF)               | Union des démocrates musulmans français (UDMF) | 72           | 0,05         | 0            | 0             | Nv            |             |              |               |  |
|                                                              |                                                              | Unser Land (UL)                                | 1            | 0,00         | 0            | 0             | Nv            |             |              |               |  |
| Total Régions et peuples solidaires (R&PS)                   | Total Régions et peuples solidaires (R&PS)                   | 1                                              | 0,00         | 0            | 0            | Nv            |               |             |              |               |  |
|                                                              |                                                              |                                                |              |              |              |               |               |             |              |               |  |
| Suffrages exprimés                                           | Suffrages exprimés                                           | Suffrages exprimés                             | 134 405      | 97,82        |              | 121 268       | 93,25         |             |              |               |  |
| Votes blancs                                                 | Votes blancs                                                 | Votes blancs                                   | 2 144        | 1,56         | 6 299        | 4,84          |               |             |              |               |  |
| Votes nuls                                                   | Votes nuls                                                   | Votes nuls                                     | 857          | 0,62         | 2 481        | 1,91          |               |             |              |               |  |
| Total                                                        | Total                                                        | Total                                          | 137 406      | 100          | 0            | 130 048       | 100           | 4           | 4            | en stagnation |  |
| Abstentions                                                  | Abstentions                                                  | Abstentions                                    | 141 142      | 50,67        |              | 148 517       | 53,32         |             |              |               |  |
| Inscrits/Participation                                       | Inscrits/Participation                                       | Inscrits/Participation                         | 278 548      | 49,33        | 278 565      | 46,68         |               |             |              |               |  |

#### Résultats par nuance
| Nuance                 | Nuance                                         | Nuance                 | Premier tour | Premier tour | Premier tour | Second tour | Second tour   | Second tour | Total Sièges | +/-           |  |
| Nuance                 | Nuance                                         | Nuance                 | Voix         | %            | Sièges       | Voix        | %             | Sièges      | Total Sièges | +/-           |  |
| ---------------------- | ---------------------------------------------- | ---------------------- | ------------ | ------------ | ------------ | ----------- | ------------- | ----------- | ------------ | ------------- |  |
|                        | Rassemblement national                         | RN                     | 31 413       | 23,37        | 0            | 47 524      | 39,19         | 0           | 0            | en stagnation |  |
|                        | Les Républicains                               | LR                     | 24 327       | 18,10        | 0            | 36 886      | 30,42         | 2           | 2            | 1             |  |
|                        | Ensemble !                                     | ENS                    | 23 920       | 17,80        | 0            | 15 823      | 13,05         | 1           | 1            | 1             |  |
|                        | Nouvelle Union populaire écologique et sociale | NUP                    | 23 593       | 17,55        | 0            |             |               |             | 0            | en stagnation |  |
|                        | Divers droite                                  | DVD                    | 15 816       | 11,77        | 0            | 21 035      | 17,35         | 1           | 1            | en stagnation |  |
|                        | Divers gauche                                  | DVG                    | 5 954        | 4,43         | 0            |             |               |             | 0            | Nv            |  |
|                        | Reconquête                                     | REC                    | 2 695        | 2,01         | 0            | 0           | Nv            |             |              |               |  |
|                        | Droite souverainiste                           | DSV                    | 2 452        | 1,82         | 0            | 0           | en stagnation |             |              |               |  |
|                        | Ecologistes                                    | ECO                    | 2 194        | 1,63         | 0            | 0           | en stagnation |             |              |               |  |
|                        | Divers extrême gauche                          | DXG                    | 1 609        | 1,20         | 0            | 0           | en stagnation |             |              |               |  |
|                        | Régionaliste                                   | REG                    | 251          | 0,19         | 0            | 0           | Nv            |             |              |               |  |
|                        | Divers                                         | DIV                    | 181          | 0,13         | 0            | 0           | en stagnation |             |              |               |  |
|                        |                                                |                        |              |              |              |             |               |             |              |               |  |
| Suffrages exprimés     | Suffrages exprimés                             | Suffrages exprimés     | 134 405      | 97,82        |              | 121 268     | 93,25         |             |              |               |  |
| Votes blancs           | Votes blancs                                   | Votes blancs           | 2 144        | 1,54         | 6 299        | 4,84        |               |             |              |               |  |
| Votes nuls             | Votes nuls                                     | Votes nuls             | 857          | 0,64         | 2 481        | 1,91        |               |             |              |               |  |
| Total                  | Total                                          | Total                  | 137 406      | 100          | 0            | 130 048     | 100           | 4           | 4            | en stagnation |  |
| Abstentions            | Abstentions                                    | Abstentions            | 141 142      | 50,67        |              | 148 517     | 46,68         |             |              |               |  |
| Inscrits/Participation | Inscrits/Participation                         | Inscrits/Participation | 278 548      | 49,33        | 278 565      | 53,32       |               |             |              |               |  |

### Cartes

Nuance politique des candidats arrivés en tête dans chaque commune au 1er tour.
Nuance politique des candidats arrivés en tête dans chaque commune au 2e tour.

### Analyse
Cinq ans après avoir obtenu un grand chelem, la droite vosgienne doit faire face à nouveau à la majorité présidentielle mais aussi au RN.
Trois des quatre députés sortants se représentent et sont réélus. Le député d’Épinal, Stéphane Viry, dont le secteur n’a jamais quitté les mains de la droite depuis 1958, est largement reconduit face au RN pour un deuxième mandat. Le secteur de Gérardmer-Remiremont reconduit Christophe  Naegelen avec un score encore plus important face à un candidat RN également. À Neufchâteau-Vittel, le RN est également sur la route de Jean-Jacques Gaultier qui obtient, tout de même, un quatrième mandat non consécutif après un duel assez serré.
Christian Franqueville, député socialiste de 2012 à 2017, candidat à chaque élection depuis 1993, ne parvient pas pour la première fois depuis 1993 au second tour. Celui qui est maire du village de Bulgnéville depuis 1983, se présentait contre le candidat NUPES. Ils obtiennent un score équivalent et sont donc éliminés dès le premier tour.
Enfin, le secteur de Saint-Dié-des-Vosges est le seul sans député sortant à réélire. Gérard Cherpion, élu pour la première fois pour le RPR en 1993, ne se représente pas. La candidate LR qu’il soutient est largement défaite avec 12% des voix en quatrième position. L’élection au second tour se joue entre l’ancien président du Front National de la Jeunesse, le conseiller régional RN francilien Gaëtan Dussausaye, et David Valence, vice-président de la région et maire de Saint-Dié, soutenu par Ensemble. C’est ce dernier qui l’emporte avec seulement 342 voix d’avance sur son opposant RN parachuté.

### Résultats par circonscription

#### Première circonscription
Député sortant : Stéphane Viry (Les Républicains).
| Candidat                 | Candidat                 | Parti et coalition       | Nuance                   | Premier tour | Premier tour | Second tour | Second tour |
| Candidat                 | Candidat                 | Parti et coalition       | Nuance                   | Voix         | %            | Voix        | %           |
| ------------------------ | ------------------------ | ------------------------ | ------------------------ | ------------ | ------------ | ----------- | ----------- |
|                          | Stéphane Viry            | LR (UDC)                 | LR                       | 13 275       | 37,21        | 21 445      | 67,23       |
|                          | Emmie Moons              | RN                       | RN                       | 7 316        | 20,50        | 10 453      | 32,77       |
|                          | Jules Fetet              | LFI (NUPES)              | NUP                      | 6 643        | 18,62        |             |             |
|                          | Anne-Sophie Monange      | LREM (ENS)               | ENS                      | 5 439        | 15,24        |             |             |
|                          | Stéphane Perry           | REC                      | REC                      | 1 205        | 3,38         |             |             |
|                          | Mohamed Ait Ahmed        | EAC                      | ECO                      | 686          | 1,92         |             |             |
|                          | Éric Duparcq             | LP (UPF)                 | DSV                      | 432          | 1,21         |             |             |
|                          | Evelyne Abbot            | LO                       | DXG                      | 293          | 0,82         |             |             |
|                          | Maxime Nicolazzi         | POID                     | DXG                      | 209          | 0,59         |             |             |
|                          | Elisabetta Rossato       | PP                       | DIV                      | 109          | 0,31         |             |             |
|                          | Ihsane Ajdir             | UDMF                     | DIV                      | 72           | 0,20         |             |             |
|                          |                          |                          |                          |              |              |             |             |
| Votes valides            | Votes valides            | Votes valides            | Votes valides            | 35 679       | 97,85        | 31 898      | 94,05       |
| Votes blancs             | Votes blancs             | Votes blancs             | Votes blancs             | 572          | 1,51         | 1 508       | 4,45        |
| Votes nuls               | Votes nuls               | Votes nuls               | Votes nuls               | 213          | 0,64         | 510         | 1,50        |
| Total                    | Total                    | Total                    | Total                    | 36 464       | 100          | 33 916      | 100         |
| Abstention               | Abstention               | Abstention               | Abstention               | 40 303       | 52,50        | 42 864      | 55,83       |
| Inscrits / participation | Inscrits / participation | Inscrits / participation | Inscrits / participation | 76 767       | 47,50        | 76 780      | 44,17       |

#### Deuxième circonscription
Député sortant : Gérard Cherpion (Les Républicains).
| Candidat                 | Candidat                  | Parti et coalition       | Nuance                   | Premier tour | Premier tour | Second tour | Second tour |
| Candidat                 | Candidat                  | Parti et coalition       | Nuance                   | Voix         | %            | Voix        | %           |
| ------------------------ | ------------------------- | ------------------------ | ------------------------ | ------------ | ------------ | ----------- | ----------- |
|                          | David Valence             | PRV (ENS)                | ENS                      | 10 233       | 30,12        | 15 823      | 50,55       |
|                          | Gaëtan Dussausaye         | RN                       | RN                       | 9 762        | 28,73        | 15 481      | 49,45       |
|                          | Charlotte Moreau          | LFI (NUPES)              | NUP                      | 6 061        | 17,84        |             |             |
|                          | Caroline Privat Mattioni  | LR (UDC)                 | LR                       | 4 024        | 11,84        |             |             |
|                          | Pierre-Jean Robinot       | DLF (UPF)                | DSV                      | 1 573        | 4,63         |             |             |
|                          | Emmanuel Thiébaut         | PL (PU)                  | ECO                      | 745          | 2,19         |             |             |
|                          | Sudarshan Jugowal         | PA                       | ECO                      | 374          | 1,10         |             |             |
|                          | Jeanne-Françoise Langlade | LO                       | DXG                      | 353          | 1,04         |             |             |
|                          | Jean-Luc Schaffhauser     | RN diss.                 | DVD                      | 351          | 1,03         |             |             |
|                          | Martine Canadas           | LMR                      | DVD                      | 330          | 0,97         |             |             |
|                          | Lionel Chambrot           | DÉ                       | DXG                      | 171          | 0,50         |             |             |
|                          | Elisa Moré                | UL (R&PS)                | REG                      | 1            | 0,00         |             |             |
|                          |                           |                          |                          |              |              |             |             |
| Votes valides            | Votes valides             | Votes valides            | Votes valides            | 33 978       | 97,45        | 31 304      | 92,17       |
| Votes blancs             | Votes blancs              | Votes blancs             | Votes blancs             | 646          | 1,85         | 1 871       | 5,51        |
| Votes nuls               | Votes nuls                | Votes nuls               | Votes nuls               | 244          | 0,70         | 789         | 2,32        |
| Total                    | Total                     | Total                    | Total                    | 34 868       | 100          | 33 964      | 100         |
| Abstention               | Abstention                | Abstention               | Abstention               | 37 677       | 51,93        | 38 586      | 53,19       |
| Inscrits / participation | Inscrits / participation  | Inscrits / participation | Inscrits / participation | 72 545       | 48,07        | 72 550      | 46,81       |

#### Troisième circonscription
Député sortant : Christophe Naegelen (Union des démocrates et indépendants).
| Candidat                 | Candidat                 | Parti et coalition       | Nuance                   | Premier tour | Premier tour | Second tour | Second tour |
| Candidat                 | Candidat                 | Parti et coalition       | Nuance                   | Voix         | %            | Voix        | %           |
| ------------------------ | ------------------------ | ------------------------ | ------------------------ | ------------ | ------------ | ----------- | ----------- |
|                          | Christophe Naegelen      | UDI (UDC)                | DVD                      | 15 135       | 47,20        | 21 035      | 74,27       |
|                          | Pierre François          | RN                       | RN                       | 5 805        | 18,10        | 7 288       | 25,73       |
|                          | Béatrice Pierrat         | EELV (NUPES)             | NUP                      | 5 669        | 17,68        |             |             |
|                          | Stéphanie Villemin       | LREM (ENS)               | ENS                      | 3 758        | 11,72        |             |             |
|                          | Anne-Caroline Erb        | REC                      | REC                      | 721          | 2,25         |             |             |
|                          | Marina Collin Duparcq    | LP (UPF)                 | DSV                      | 447          | 1,39         |             |             |
|                          | Stéphanie Bailly         | LO                       | DXG                      | 278          | 0,87         |             |             |
|                          | Félix Zirgel             | DÉ                       | REG                      | 250          | 0,78         |             |             |
|                          |                          |                          |                          |              |              |             |             |
| Votes valides            | Votes valides            | Votes valides            | Votes valides            | 32 063       | 98,38        | 28 323      | 95,30       |
| Votes blancs             | Votes blancs             | Votes blancs             | Votes blancs             | 381          | 1,17         | 1 021       | 3,44        |
| Votes nuls               | Votes nuls               | Votes nuls               | Votes nuls               | 146          | 0,45         | 376         | 1,27        |
| Total                    | Total                    | Total                    | Total                    | 32 590       | 100          | 29 720      | 100         |
| Abstention               | Abstention               | Abstention               | Abstention               | 31 350       | 49,03        | 34 223      | 53,52       |
| Inscrits / participation | Inscrits / participation | Inscrits / participation | Inscrits / participation | 63 940       | 50,97        | 63 943      | 46,48       |

#### Quatrième circonscription
Député sortant : Jean-Jacques Gaultier (Les Républicains).
| Candidat                 | Candidat                 | Parti et coalition       | Nuance                   | Premier tour | Premier tour | Second tour | Second tour |
| Candidat                 | Candidat                 | Parti et coalition       | Nuance                   | Voix         | %            | Voix        | %           |
| ------------------------ | ------------------------ | ------------------------ | ------------------------ | ------------ | ------------ | ----------- | ----------- |
|                          | Sébastien Humbert        | RN                       | RN                       | 8 530        | 26,10        | 14 302      | 48,08       |
|                          | Jean-Jacques Gaultier    | LR (UDC)                 | LR                       | 7 028        | 21,50        | 15 441      | 51,92       |
|                          | François-Xavier Wein     | LFI (NUPES)              | NUP                      | 5 220        | 15,97        |             |             |
|                          | Christophe Laurent       | LREM (ENS)               | ENS                      | 4 490        | 13,74        |             |             |
|                          | Christian Franqueville,  | PS diss.                 | DVG                      | 4 049        | 12,39        |             |             |
|                          | Joris Huriot             | PS diss.                 | DVG                      | 1 905        | 5,83         |             |             |
|                          | Jocelyne Jabrin          | REC                      | REC                      | 769          | 2,35         |             |             |
|                          | Thierry Morales          | PA                       | ECO                      | 389          | 1,19         |             |             |
|                          | Camille Bailly           | LO                       | DXG                      | 305          | 0,93         |             |             |
|                          |                          |                          |                          |              |              |             |             |
| Votes valides            | Votes valides            | Votes valides            | Votes valides            | 32 685       | 97,61        | 29 743      | 91,66       |
| Votes blancs             | Votes blancs             | Votes blancs             | Votes blancs             | 545          | 1,63         | 1 899       | 5,85        |
| Votes nuls               | Votes nuls               | Votes nuls               | Votes nuls               | 254          | 0,76         | 806         | 2,48        |
| Total                    | Total                    | Total                    | Total                    | 33 484       | 100          | 32 448      | 100         |
| Abstention               | Abstention               | Abstention               | Abstention               | 31 812       | 48,72        | 32 844      | 50,30       |
| Inscrits / participation | Inscrits / participation | Inscrits / participation | Inscrits / participation | 65 296       | 51,28        | 65 292      | 49,70       |